# Filmes de 1942 da Republic Pictures
Em 1942, a Republic Pictures lançou 60 produções.
Ao contrário dos anos anteriores, foram lançados apenas três seriados, todos dirigidos por William Witney, sem a costumeira companhia de John English. Pelo menos dois deles tornaram-se clássicos: a aventura na selva Perils of Nyoka e a aventura de espionagem Spy Smasher.
Duas novas condensações de seriados foram apresentadas ao público. A primeira, S.O.S. Coast Guard, era a versão compacta do policial homônimo de 1937, enquanto Yukon Patrol o era de King of the Royal Mounted, de 1940.
Além de produzir quatro novos filmes sobre atividades militares para o Exército dos Estados Unidos, a Republic distribuiu dois documentários. O primeiro deles, Henry Browne, Farmer, produzido pelo Departamento de Agricultura, foi o primeiro filme do Governo a mostrar a participação dos negros na Segunda Guerra Mundial. Já o segundo, Moscow Strikes Back, produzido por um estúdio soviético, falava da contra-ofensiva da União Soviética durante o inverno de 1941, que resultou no drástico recuo das forças nazistas invasoras. Curiosamente, ambos foram indicados ao Oscar, tendo Moscow Strikes Back recebido a estatueta de sua categoria, juntamente com três outras produções (houve quatro vencedores naquele ano).
Também mereceram a atenção da Academia Flying Tigers, estrelado por John Wayne, que recebeu três indicações, e as comédias musicais Johnny Doughboy e Youth on Parade, com uma indicação cada. Por outro lado, o Departamento de Som do estúdio foi premiado pela segunda vez consecutiva.

## Prêmios Oscar
Décima quinta cerimônia, com os filmes exibidos em Los Angeles no ano de 1942.
| Filme                | Indicações                                                                                       | Premiações |
| -------------------- | ------------------------------------------------------------------------------------------------ | ---------- |
| Flying Tigers        | Melhor Mixagem de Som Melhor Trilha Sonora (filme dramático ou comédia) Melhores Efeitos Visuais | ---        |
| Henry Browne, Farmer | Melhor Documentário de Curta Metragem                                                            | ---        |
| Johnny Doughboy      | Melhor Trilha Sonora (filme musical)                                                             | ---        |
| Moscow Strikes Back  | Melhor Documentário                                                                              | Vencedor   |
| Youth on Parade      | Melhor Canção Original                                                                           | ---        |

### Prêmios Especiais ou Técnicos
- Daniel J. Bloomberg e o Departamento de Som da Republic Pictures: Prêmio Científico ou Técnico (Classe III - Certificado de Menção Honrosa), "pelo projeto, e aplicação na produção cinematográfica, de um dispositivo para marcação de negativos, com a finalidade de pré-seleção".[2]

## Seriados do ano
| Título original      | Título PT/BR                       | Título PT/PT                 | Astro         | Diretor        | Episódios | Gênero     |
| -------------------- | ---------------------------------- | ---------------------------- | ------------- | -------------- | --------- | ---------- |
| King of the Mounties | Polícia Montada Contra a Sabotagem | O Vulcão da Morte            | Allan Lane    | William Witney | 12        | Aventura   |
| Perils of Nyoka      | Os Perigos de Nyoka                | A Vingança do Gorila Gigante | Kay Aldridge  | William Witney | 15        | Aventura   |
| Spy Smasher          | O Terror dos Espiões               | O Alvo Humano                | Kane Richmond | William Witney | 12        | Espionagem |

## Filmes do ano
| Título original            | Título PT/BR             | Título PT/PT              | Astros                          | Diretor                      | Gênero       |
| -------------------------- | ------------------------ | ------------------------- | ------------------------------- | ---------------------------- | ------------ |
| Affairs of Jimmy Valentine |                          | O Segredo da Rádio        | Dennis O'Keefe, George E. Stone | Bernard Vorhaus              | Policial     |
| Arizona Terrors            |                          |                           | Don 'Red' Barry, Lynn Merrick   | George Sherman               | Faroeste     |
| Bells of Capistrano        | Chamas da Vingança       |                           | Gene Autry, Smiley Burnette     | William Morgan               | Faroeste     |
| Call of the Canyon         | O Túnel Fatal            | Cavalgada Infernal        | Gene Autry, Smiley Burnette     | Joseph Santley               | Faroeste     |
| Code of the Outlaw         | Código de Cangaceiro     |                           | Bob Steele, Tom Tyler           | John English                 | Faroeste     |
| Cowboy Serenade            |                          | O Cavaleiro Vingador      | Gene Autry, Smiley Burnette     | William Morgan               | Faroeste     |
| The Cyclone Kid            |                          |                           | Don 'Red' Barry, Lynn Merrick   | George Sherman               | Faroeste     |
| Flying Tigers              | Tigres Voadores          | Tigres Voadores           | John Wayne, John Carroll        | David Miller                 | Guerra       |
| The Girl from Alaska       |                          | O Fugitivo do Alasca      | Ray Middleton, Jean Parker      | Nick Grinde                  | Faroeste     |
| Heart of the Golden West   | Coração do Oeste         | Ao Sul de Santa Fé        | Roy Rogers, Smiley Burnette     | Joseph Kane                  | Faroeste     |
| Heart of the Rio Grande    |                          | Idílio no Rancho          | Gene Autry, Smiley Burnette     | William Morgan               | Faroeste     |
| Hi, Neighbor!              | O Clube dos Namorados    |                           | Jean Parker, John Archer        | Charles Lamont               | Comédia      |
| Home in Wyomin'            |                          |                           | Gene Autry, Smiley Burnette     | William Morgan               | Faroeste     |
| Ice-Capades Revue          | Fantasia de Gelo         | Turbilhão de Estrelas     | Richard Denning, Ellen Drew     | Bernard Vorhaus              | Musical      |
| In Old California          | Caminho Fatal            | A Emboscada               | John Wayne, Binnie Barnes       | William McGann               | Faroeste     |
| Jesse James, Jr.           |                          |                           | Don 'Red' Barry, Lynn Merrick   | George Sherman               | Faroeste     |
| Joan of Ozark              | A Garota do Barulho      | Espia à Força             | Judy Canova, Joe E. Brown       | Joseph Santley               | Musical      |
| Johnny Doughboy            | Ela Quer Ser Mulher      |                           | Jane Withers, Henry Wilcoxon    | John H. Auer                 | Musical      |
| Lady for a Night           | Dama Por Uma Noite       | Era Uma Vez Uma Lady...   | Joan Blondell, John Wayne       | Jason Leigh                  | Drama        |
| Man from Cheyenne          | Vaqueiro Errante         |                           | Roy Rogers, Gabby Hayes         | Joseph Kane                  | Faroeste     |
| Moonlight Masquerade       |                          | Pois Talvez Não Case      | Dennis O'Keefe, Jane Frazee     | John H. Auer                 | Drama        |
| Moscow Strikes Back        |                          |                           | Edward G. Robinson              | ---                          | Documentário |
| The Old Homestead          |                          |                           | Leon Weaver, Frank Weaver       | Frank McDonald               | Drama        |
| Outlaws of Pine Ridge      |                          |                           | Don 'Red' Barry, Lynn Merrick   | William Witney               | Faroeste     |
| Pardon My Stripes          |                          | O Rei do Azar             | William Henry, Sheila Ryan      | John H. Auer                 | Comédia      |
| The Phantom Plainsman      | Abutres das Planícies    |                           | Bob Steele, Tom Tyler           | John English                 | Faroeste     |
| Raiders of the Range       | Salteadores dos Pampas   |                           | Bob Steele, Tom Tyler           | John English                 | Faroeste     |
| Remember Pearl Harbor!     |                          |                           | Don 'Red' Barry, Alan Curtis    | Joseph Santley               | Espionagem   |
| Ridin' Down the Canyon     | A Marcha dos Bandoleiros |                           | Roy Rogers, Gabby Hayes         | Joseph Kane                  | Faroeste     |
| Romance on the Range       |                          | Justiça de Vaqueiro       | Roy Rogers, Gabby Hayes         | Joseph Kane                  | Faroeste     |
| S.O.S. Coast Guard         |                          |                           | Ralph Byrd, Bela Lugosi         | William Witney, Alan James   | Policial     |
| Secrets of the Underground |                          | O Mistério do Subterrâneo | John Hubbard, Virginia Grey     | William Morgan               | Espionagem   |
| Shadows on the Sage        | Um Parecido Fatal        |                           | Bob Steele, Tom Tyler           | Lester Orlebeck              | Faroeste     |
| Shepherd of the Ozarks     |                          | Assim Defendemos a Pátria | Leon Weaver, Frank Weaver       | Frank McDonald               | Comédia      |
| Sleepytime Girl            |                          | Acordou a Cantar          | Judy Canova, Tom Brown          | Albert S. Rogell             | Musical      |
| The Sombrero Kid           |                          |                           | Don 'Red' Barry, Lynn Merrick   | George Sherman               | Faroeste     |
| Sons of the Pioneers       |                          | Os Pioneiros da Liberdade | Roy Rogers, Gabby Hayes         | Joseph Kane                  | Faroeste     |
| South of Santa Fe          | Exploradores do Oeste    |                           | Roy Rogers, Gabby Hayes         | Joseph Kane                  | Faroeste     |
| Stagecoach Express         |                          |                           | Don 'Red' Barry, Lynn Merrick   | George Sherman               | Faroeste     |
| Stardust on the Sage       |                          |                           | Gene Autry, Smiley Burnette     | William Morgan               | Faroeste     |
| Suicide Squadron           | Luar Perigoso            | Aquela Noite em Varsóvia  | Anton Walbrook, Sally Gray      | Brian Desmond Hurst          | Guerra       |
| The Sundown Kid            |                          |                           | Don 'Red' Barry, Ian Keith      | Elmer Clifton                | Faroeste     |
| Sunset on the Desert       | Balas Redentoras         |                           | Roy Rogers, Gabby Hayes         | Joseph Kane                  | Faroeste     |
| Sunset Serenade            |                          |                           | Roy Rogers, Gabby Hayes         | Joseph Kane                  | Faroeste     |
| A Tragedy at Midnight      |                          | Ao Bater da Meia-Noite    | John Howard, Margaret Lindsay   | Joseph Santley               | Mistério     |
| The Traitor Within         |                          |                           | Don 'Red' Barry, Jean Parker    | Frank McDonald               | Drama        |
| Valley of Hunted Men       | O Vale dos Perseguidos   |                           | Bob Steele, Tom Tyler           | John English                 | Faroeste     |
| Westward Ho                | Avareza Desenfreada      |                           | Bob Steele, Tom Tyler           | John English                 | Faroeste     |
| X Marks the Spot           |                          | O Grito da Morte          | Damian O'Flynn, Helen Parrish   | George Sherman               | Policial     |
| Yokel Boy                  |                          | 50.000 Dólares a Mais     | Albert Dekker, Joan Davis       | Joseph Santley               | Musical      |
| Youth on Parade            |                          | Vitória da Mocidade       | John Hubbard, Martha O'Driscoll | Albert S. Rogell             | Musical      |
| Yukon Patrol               |                          |                           | Allan Lane, Lita Conway         | John English, William Witney | Espionagem   |

## Outros
| Título                           | Tipo           | Diretor      | Duração    | Gênero              |
| -------------------------------- | -------------- | ------------ | ---------- | ------------------- |
| Army 156 - Horsemanship          | --             | --           | --         | Treinamento Militar |
| Army 220 - Cavalry Rifle Platoon | --             | --           | --         | Treinamento Militar |
| Army 681 - Keep It Clean         | --             | --           | --         | Treinamento Militar |
| Army 682 - Cracking Tanks        | --             | --           | --         | Treinamento Militar |
| Henry Browne, Farmer             | Curta-metragem | Roger Barlow | 11 minutos | Documentário        |